# Ешленд (Нью-Гемпшир)
Ешленд (англ. Ashland) — місто (англ. town) в США, в окрузі Ґрафтон штату Нью-Гемпшир. Населення — 1938 осіб (2020).

## Демографія
Згідно з переписом 2010 року, у місті мешкало 2076 осіб у 980 домогосподарствах у складі 522 родин. Було 1355 помешкань
Расовий склад населення:
| - 96,1 % — білих - 1,3 % — азіатів - 0,4 % — чорних або афроамериканців - 0,2 % — корінних американців |

До двох чи більше рас належало 1,7 %. Частка іспаномовних становила 0,9 % від усіх жителів.
За віковим діапазоном населення розподілялося таким чином: 17,7 % — особи молодші 18 років, 65,5 % — особи у віці 18—64 років, 16,8 % — особи у віці 65 років та старші. Медіана віку мешканця становила 43,1 року. На 100 осіб жіночої статі у місті припадало 92,2 чоловіків;  на 100 жінок у віці від 18 років та старших — 90,1 чоловіків також старших 18 років.
Середній дохід на одне домашнє господарство  становив 51 683 долари США (медіана — 42 300), а середній дохід на одну сім'ю — 53 836 доларів (медіана — 45 625). Медіана доходів становила 37 438 доларів для чоловіків та 28 586 доларів для жінок. За межею бідності перебувало 21,5 % осіб, у тому числі 29,8 % дітей у віці до 18 років та 11,4 % осіб у віці 65 років та старших.
Цивільне працевлаштоване населення становило 1171 особа. Основні галузі зайнятості: освіта, охорона здоров'я та соціальна допомога — 28,8 %, роздрібна торгівля — 15,7 %, будівництво — 12,4 %, мистецтво, розваги та відпочинок — 10,6 %.